# 希拉比山
希拉比山（Mount Hillaby）是加勒比海岛国巴巴多斯的最高点，其海拔高度和地形突起度为340米，由沉积岩构成，该山峰位于圣安德鲁区上。